# 광통관

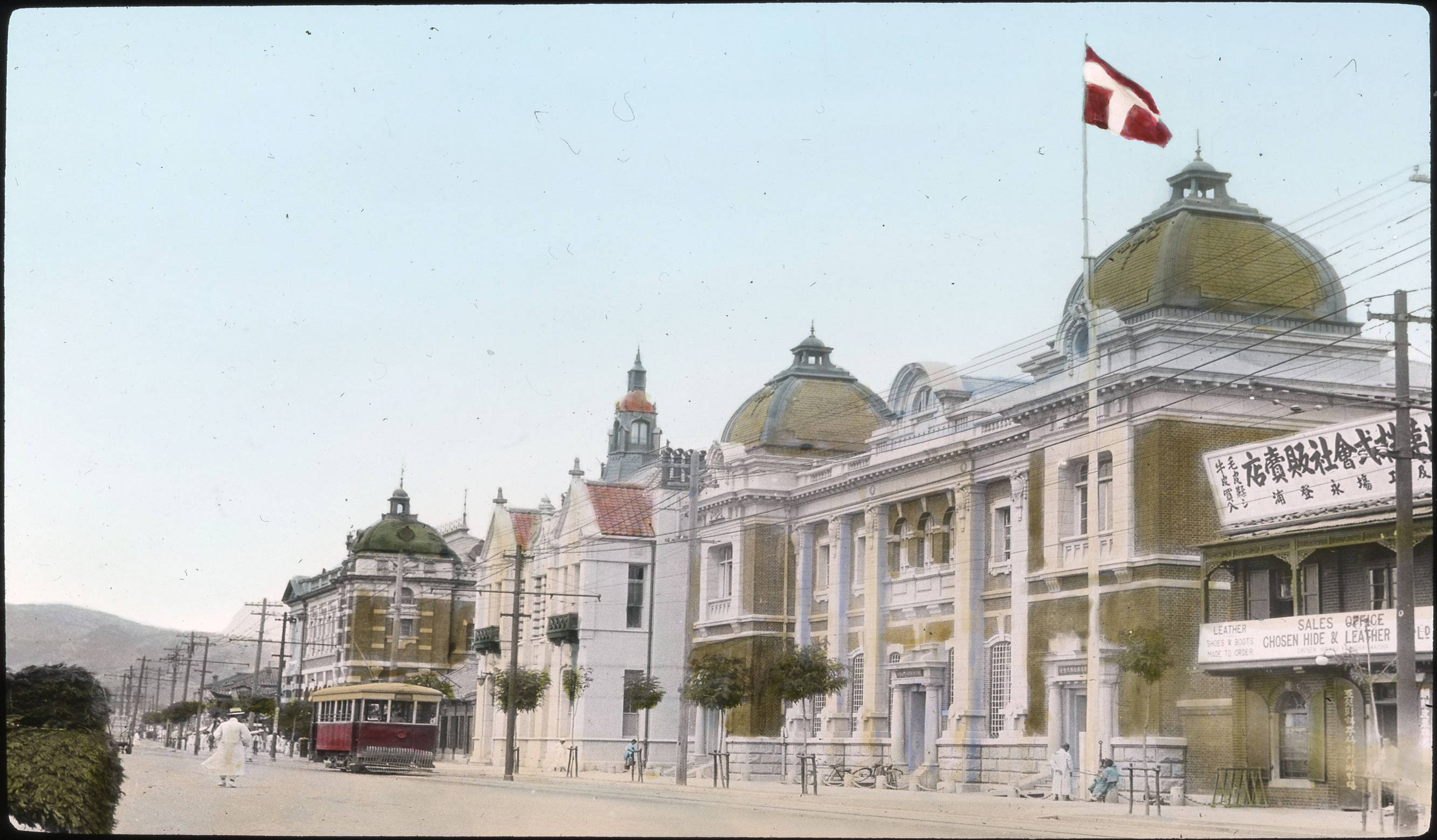
옛 모습

광통관(廣通館)은 한국에서 가장 오래된 은행 점포 중의 하나로 서울 중구 남대문로에 위치해 있다. 이 건물은 과거에는 광통교가 있었기 때문에 광통관이라고 불렸었다. 1909년 신축된 이후 은행점포로 사용되고 있으며 지금도 우리은행 지점으로 쓰이고 있어 근대 건축물로는 보기 드물게 본래의 기능을 변함없이 이어오고 있다. 서울특별시의 기념물 제19호로 지정되었다.

## 역사
민족계 은행이었던 대한천일은행의 남대문 점포로 1909년 세워졌다.
1914년 2월에 화재로 소실된 것을 1915년에 복구 완성했으나 장식부와 개구부, 돔 등이 원형에 비해 많이 변형되었다. 광통관은 연건평 234평의 벽돌 이층 건물로서 1층에는 천일은행과 수형조합을 두고 2층에 광통관으로 회의실을 두었었다.
벽돌과 석재를 혼합해 사용했는데 전면은 화강암의 이오닉 오더의 붙임기둥으로 장식하고 중앙 상부의 페디먼트와 처마 위의 석조 난간 등에도 화강암을 붙였다. 양쪽 날개 부분의 바로크풍의 쌍 돔은 벽돌과 석재의 대조와 더불어 화려함과 장중함을 주고 있다.
이 건물은 원형창과 아취형 창, 벽면과 지붕의 장식 난간에 이르기까지 세심하게 처리하고 있어, 현대건축에서는 보기 힘든 섬세한 아름다움을 보여준다. 정문 상단에는 조선상업은행종로지점이라고 쓰여진 글씨가 남아 있다.
광통관은 근대 은행건축의 전형을 보여주는 건물로서 당시 우리 사회의 은행을 바라보는 시각을 상징적으로 보여주며 일반은행 건물보다 훨씬 작은 규모임에도 섬세함과 화려함, 그리고 중후함을 간직하고 있다.
 본 문서에는 서울특별시에서 지식공유 프로젝트를 통해 퍼블릭 도메인으로 공개한 저작물을 기초로 작성된 내용이 포함되어 있습니다.